# Иванова, Евгения Николаевна
Евгения Николаевна Иванова (1889—1973) — советский учёный, почвовед, доктор сельскохозяйственных наук (1939), награждена золотой медалью имени В. В. Докучаева (1972).

## Биография
Родилась 12 (24) декабря 1889 года в Санкт-Петербурге в семье служащего.
В 1908 году — окончила Петербургскую женскую гимназию, а в 1912 году — естественное отделение физико-математического факультета Педагогического института.
С 1912 по 1921 годы — преподавала естествознание, географию, физику и химию в средних школах Оренбурга и Петрограда.
С 1916 по 1920 годы — участвовала в первых почвенных экспедициях под руководством профессора С. С. Неуструева и академика К. К. Гедройца в Оренбургских степях.
В 1922 году — окончила Петроградский географический институт, специальность почвоведение.
С 1922 по 1928 годы — ассистент Географического института, а после его реорганизации в 1925 году — ассистент кафедры географии почв Ленинградского государственного университета.
С 1928 по 1936 годы — доцент, а затем профессор ЛГУ.
С 1930 по 1932 годы — гидролог в Ленинградском гидрологическом институте.
В 1936 году — по совокупности научных работ получила ученую степень кандидата сельскохозяйственных наук.
В 1939 году — защитила докторскую диссертацию, тема: «Генезис и эволюция засоленных почв в связи с географическими условиями».
С 1920 года и до выхода на пенсию в 1970 году — работала в Почвенном институте имени В. В. Докучаева ВАСХНИЛ.
Умерла 26 января 1973 года в Москве. Похоронена на Долгопрудненском кладбище.

## Научная деятельность
Ежегодно выезжала в научные экспедиции на Тобол-Ишим и Иртыш (1923), в Ленинградскую область и на Северный Кавказ (1924—1925), в Казахстанские степи (1926—1927), в Каракалпакию и Оренбуржье (1928—1929).
В 1934 и 1936 годах — проводила исследования почв долины Аму-Дарьи, подгорных равнин Копетдага и Мургабской долины.
В 1930—1933 годах — изучала засоленные почвы Кулундинской степи.
Работы, опубликованные по материалам экспедиций:
- «Засоленные почвы Челябинской области» (1926)
- «Почвы Моздокской степи» (1926)
- «Очерк почв южной части Подуральского плато и прилегающих районов Прикаспийской низменности» (1928)
- «Поливные почвы низовьев реки Аму-Дарьи» (1933)
- «Процесс континентального соленакопления в почвах и озёрах Кулундинской степи» (1934)
- «Почвы и соленакопление в озёрах ленточных боров» (1935)

Консультант Кольского (1934—1943) и Коми (1943—1954) филиалов АН СССР, Казахстанской и Туркменской экспедиций СОПС (1935—1939), руководила почвенными отрядоми Карело-Мурманской экспедиции (1935), Уральской экспедиции (1939—1944) и Печорской экспедицией (1942—1943) АН СССР.
Занималась подготовкой кадров молодых ученых, специалистов-почвоведов: с 1941 по 1955 г. вела работу с аспирантами Почвенного института им. В. В. Докучаева.
В 1940-е — 50-е годы — работала в области географии и картографии почв. Под её руководством составлялись общесоюзные почвенные карты на базе глубоких географических исследований Северо-Европейской (1946—1949) и Уральской (1939—1945) экспедиций, на Крайнем Севере (1942), в Восточной Сибири и на Дальнем Востоке (1949—1950).
Наибольший вклад Е. Н. Иванова внесла в разработку принципов классификации почв. Совместно с Н. Н. Розовым она создала классификацию почв равнинных территорий страны, а затем эти наработки использовались во время составления классификации почв на территорию всего Советского союза и при создании Государственной почвенной карты. При разработке классификации Е. Н. Иванова и Н. Н. Розов придерживалась основных положений докучаевской генетической школы: свойства и строение почвы связаны с характером природной обстановки; почва включает в себя не только гумусовый горизонт, но и систему залегающих под ним взаимозависимых генетических горизонтов; в почве проходит комплекс различных процессов превращения веществ и их миграция по почвенному профилю.
Автор около 200 опубликованных научных работ.

## Награды
- Орден Ленина (1953)
- Орден Красной Звезды (1945)
- Медаль «За доблестный труд в Великой Отечественной войне 1941—1945 гг.» (1946)
- Золотая медаль имени В. В. Докучаева (1972) — по совокупности работ в области генезиса, классификации и географии почв
- Почётное звание «Заслуженный деятель науки РСФСР» (1969) — в связи с 80-летием